# Gylle och Fjärdingslöv
Gylle och Fjärdingslöv är en av SCB avgränsad och namnsatt småort i Trelleborgs kommun, Skåne län. den omfattar bebyggelse i Fjärdingslöv och Torshög öster om Gylle i Gylle socken.